# إليك ليندسي
إليك ليندسي (بالإنجليزية: Alec Lindsay)‏ (27 فبراير 1948 في المملكة المتحدة - ) هو لاعب كرة قدم بريطاني في مركز الظهير. شارك مع منتخب إنجلترا لكرة القدم. أما مع النوادي، فقد لعب مع ستوك سيتي ونادي بوري ونادي ليفربول وتورونتو بليزارد وOakland Stompers ‏.

## وصلات خارجية
- إليك ليندسي على موقع الاتحاد الأوربي (الإنجليزية)
- إليك ليندسي على موقع قاعدة بيانات كرة القدم.إي يو (الإنجليزية)
- إليك ليندسي على موقع ناشيونال فوتبول تيمز (الإنجليزية)
- إليك ليندسي على موقع عالم كرة القدم.نت (الإنجليزية)